# Liste des albums de diamant en France
Le disque de diamant est la plus haute récompense attribuée à un artiste par le SNEP. Il est décerné à la demande de la maison de disques, dès lors que le seuil de ventes requis est atteint.
Les seuils, qui ont évolué en raison de la crise du disque, sont les suivants :
| Certification    | Jusqu'en juillet 2006 | De juillet 2006 à juillet 2009 | Depuis juillet 2009 | Depuis janvier 2016         |
| ---------------- | --------------------- | ------------------------------ | ------------------- | --------------------------- |
| Album de Diamant | 1 000 000 (ventes)    | 750 000 (ventes)               | 500 000 (ventes)    | 500 000 (équivalent ventes) |

Depuis janvier 2016, le SNEP intègre les écoutes en streaming afin de décerner ses certifications : pour cela, il additionne le nombre d'écoutes de chaque titre d'un album, puis soustrait la moitié des streams du titre le plus écouté. Ce total est ensuite converti en « équivalent ventes » sur la base de 1500 streams = 1 vente.

## Liste
| Année de sortie | Artiste                             | Album                                          | Ventes certifiées |
| --------------- | ----------------------------------- | ---------------------------------------------- | ----------------- |
| 1992            | ABBA                                | ABBA Gold - Greatest Hits                      | 1 000 000         |
| 1993            | Ace of Base                         | Happy Nation                                   | 1 000 000         |
| 2011            | Adele                               | 21                                             | 500 000           |
| 2015            | Adele                               | 25                                             | 500 000           |
| 1993            | Alain Souchon                       | C'est déjà ça                                  | 1 000 000         |
| 1999            | Alain Souchon                       | Au ras des pâquerettes                         | 1 000 000         |
| 1997            | André Rieu                          | Valses                                         | 1 000 000         |
| 1997            | Andrea Bocelli                      | Romanza                                        | 1 000 000         |
| 2018            | Angèle                              | Brol                                           | 1 000 000         |
| 2018            | Aya Nakamura                        | Nakamura                                       | 500 000           |
| 2005            | Bénabar                             | Reprise des négociations                       | 1 000 000         |
| 2017            | Bigflo et Oli                       | La vraie vie                                   | 500 000           |
| 2009            | The Black Eyed Peas                 | The E.N.D.                                     | 500 000           |
| 2010            | The Black Eyed Peas                 | The Beginning                                  | 500 000           |
| 2014            | Black M                             | Les Yeux plus gros que le monde                | 500 000           |
| 1984            | Bob Marley and the Wailers          | Legend                                         | 1 000 000         |
| 1987            | BOF                                 | Dirty Dancing                                  | 1 000 000         |
| 1988            | BOF - Éric Serra                    | Le Grand Bleu                                  | 1 000 000         |
| 1992            | BOF - Whitney Houston               | The Bodyguard                                  | 1 000 000         |
| 1997            | BOF - James Horner                  | Titanic                                        | 1 000 000         |
| 2004            | BOF - Bruno Coulais                 | Les Choristes                                  | 1 000 000         |
| 2013            | BOF - Christophe Beck               | La Reine des Neiges                            | 500 000           |
| 2019            | BOF - Lady Gaga                     | A star is born                                 | 500 000           |
| 2017            | Booba                               | Trône                                          | 500 000           |
| 2012            | Bruno Mars                          | Unorthodox Jukebox                             | 500 000           |
| 2002            | Calogero                            | Calogero                                       | 1 000 000         |
| 2004            | Calogero                            | 3                                              | 1 000 000         |
| 2014            | Calogero                            | Les Feux d'Artifice                            | 500 000           |
| 2017            | Calogero                            | Liberté chérie                                 | 500 000           |
| 1995            | Céline Dion                         | D'eux                                          | 1 000 000         |
| 1996            | Céline Dion                         | Falling into You                               | 1 000 000         |
| 1997            | Céline Dion                         | Let's Talk About Love                          | 1 000 000         |
| 1998            | Céline Dion                         | S'il suffisait d'aimer                         | 1 000 000         |
| 2012            | Céline Dion                         | Sans attendre                                  | 500 000           |
| 2016            | Céline Dion                         | Encore un soir                                 | 500 000           |
| 2004            | Chimène Badi                        | Dis-moi que tu m'aimes                         | 750 000           |
| 2014            | Christine and the Queens            | Chaleur humaine                                | 500 000           |
| 2007            | Christophe Maé                      | Mon paradis                                    | 750 000           |
| 2010            | Christophe Maé                      | On trace la route                              | 500 000           |
| 2013            | Christophe Maé                      | Je veux du bonheur                             | 500 000           |
| 2016            | Claudio Capéo                       | Claudio Capéo                                  | 500 000           |
| 2009            | Cœur de pirate                      | Cœur de pirate                                 | 500 000           |
| 2008            | Coldplay                            | Viva la Vida or Death and All His Friends      | 500 000           |
| 2015            | Coldplay                            | A Head Full of Dreams                          | 500 000           |
| 1978            | Comédie musicale                    | Starmania                                      | 1 000 000         |
| 1998            | Comédie musicale                    | Notre-Dame de Paris                            | 1 000 000         |
| 2000            | Comédie musicale                    | Roméo et Juliette, de la haine à l'amour       | 1 000 000         |
| 2000            | Comédie musicale                    | Les Dix Commandements                          | 1 000 000         |
| 2005            | Comédie musicale                    | Le Roi Soleil                                  | 750 000           |
| 2009            | Comédie musicale                    | Mozart, l'opéra rock                           | 500 000           |
| 1995            | Compilation                         | Mozart - Requiem - Éblouissante musique sacrée | 1 000 000         |
| 1996            | Compilation                         | Les plus belles chansons françaises 1962       | 1 000 000         |
| 2012            | Compilation                         | Génération Goldman                             | 500 000           |
| 1994            | The Cranberries                     | No Need to Argue                               | 1 000 000         |
| 2017            | Dadju                               | Gentleman 2.0                                  | 500 000           |
| 2019            | Dadju                               | Poison ou Antidote                             | 500 000           |
| 2013            | Daft Punk                           | Random Access Memories                         | 1 000 000         |
| 2017            | Damso                               | Ipséité                                        | 1 000 000         |
| 2018            | Damso                               | Lithopédion                                    | 500 000           |
| 2020            | Damso                               | QALF                                           | 500 000           |
| 2009            | David Guetta                        | One Love                                       | 500 000           |
| 2011            | David Guetta                        | Nothing but the Beat                           | 500 000           |
| 2006            | Diam's                              | Dans ma bulle                                  | 750 000           |
| 2001            | Dido                                | No Angel                                       | 1 000 000         |
| 1985            | Dire Straits                        | Brothers in Arms                               | 1 000 000         |
| 1988            | Dire Straits                        | Money for nothing                              | 1 000 000         |
| 1991            | Dire Straits                        | On Every Street                                | 1 000 000         |
| 1977            | Eagles                              | Hotel California                               | 1 000 000         |
| 2017            | Ed Sheeran                          | ÷                                              | 500 000           |
| 1990            | Elton John                          | The Very Best of                               | 1 000 000         |
| 2010            | Les Enfoirés                        | Les Enfoirés... la Crise de nerfs              | 500 000           |
| 2011            | Les Enfoirés                        | Dans l'œil des Enfoirés                        | 500 000           |
| 1997            | Era                                 | Era                                            | 1 000 000         |
| 1995            | Florent Pagny                       | Bienvenue chez moi                             | 1 000 000         |
| 1997            | Florent Pagny                       | Savoir aimer                                   | 1 000 000         |
| 2003            | Florent Pagny                       | Ailleurs land                                  | 1 000 000         |
| 2013            | Florent Pagny                       | Vieillir avec toi                              | 500 000           |
| 1987            | France Gall                         | Babacar                                        | 1 000 000         |
| 1980            | Francis Cabrel                      | Fragile                                        | 1 000 000         |
| 1987            | Francis Cabrel                      | Cabrel 77-87                                   | 1 000 000         |
| 1989            | Francis Cabrel                      | Sarbacane                                      | 1 000 000         |
| 1994            | Francis Cabrel                      | Samedi soir sur la Terre                       | 1 000 000         |
| 1999            | Francis Cabrel                      | Hors-saison                                    | 1 000 000         |
| 2008            | Francis Cabrel                      | Des roses et des orties                        | 750 000           |
| 1989            | François Feldman                    | Une présence                                   | 1 000 000         |
| 1990            | Fredericks Goldman Jones            | Fredericks Goldman Jones                       | 1 000 000         |
| 1993            | Fredericks Goldman Jones            | Rouge                                          | 1 000 000         |
| 2014            | Fréro Delavega                      | Fréro Delavega                                 | 500 000           |
| 1996            | Fugees                              | The Score                                      | 1 000 000         |
| 2000            | Garou                               | Seul                                           | 1 000 000         |
| 2000            | Gérald de Palmas                    | Marcher dans le sable                          | 1 000 000         |
| 2020            | Grand Corps Malade                  | Mesdames                                       | 500 000           |
| 2008            | Grégoire                            | Toi + Moi                                      | 1 000 000         |
| 2000            | Hélène Ségara                       | Au nom d'une femme                             | 1 000 000         |
| 2001            | Henri Salvador                      | Chambre avec vue                               | 1 000 000         |
| 1997            | IAM                                 | L'École du micro d'argent                      | 1 000 000         |
| 2017            | Imagine Dragons                     | Evolve                                         | 500 000           |
| 2014            | Indila                              | Mini World                                     | 500 000           |
| 2002            | Indochine                           | Paradize                                       | 1 000 000         |
| 2017            | Indochine                           | 13                                             | 500 000           |
| 2001            | Isabelle Boulay                     | Mieux qu'ici-bas                               | 1 000 000         |
| 1988            | Jacques Brel                        | 15 ans d'amour                                 | 1 000 000         |
| 2015            | Jain                                | Zanaka                                         | 500 000           |
| 2005            | James Blunt                         | Back to Bedlam                                 | 750 000           |
| 2007            | James Blunt                         | All the Lost Souls                             | 500 000           |
| 2009            | Jean Ferrat                         | Best Of 3 CD                                   | 500 000           |
| 1984            | Jean-Jacques Goldman                | Positif                                        | 1 000 000         |
| 1985            | Jean-Jacques Goldman                | Non homologué                                  | 1 000 000         |
| 1987            | Jean-Jacques Goldman                | Entre gris clair et gris foncé                 | 1 000 000         |
| 1996            | Jean-Jacques Goldman                | Singulier                                      | 1 000 000         |
| 1997            | Jean-Jacques Goldman                | En passant                                     | 1 000 000         |
| 2001            | Jean-Jacques Goldman                | Chansons pour les pieds                        | 1 000 000         |
| 1991            | Jean-Philippe Audin et Diego Modena | Ocarina                                        | 1 000 000         |
| 1987            | Johnny Clegg et Savuka              | Third World Child                              | 1 000 000         |
| 1999            | Johnny Hallyday                     | Sang pour sang                                 | 1 000 000         |
| 2002            | Johnny Hallyday                     | À la vie, à la mort                            | 1 000 000         |
| 2005            | Johnny Hallyday                     | Ma vérité                                      | 750 000           |
| 2012            | Johnny Hallyday                     | L'Attente                                      | 500 000           |
| 2014            | Johnny Hallyday                     | Rester Vivant                                  | 500 000           |
| 2018            | Johnny Hallyday                     | Mon pays c'est l'amour                         | 1 500 000         |
| 2019            | Johnny Hallyday                     | Johnny                                         | 500 000           |
| 2015            | Jul                                 | My World                                       | 500 000           |
| 2016            | Jul                                 | L'Ovni                                         | 500 000           |
| 2016            | Jul                                 | Émotions                                       | 500 000           |
| 2019            | Jul                                 | Rien 100 Rien                                  | 500 000           |
| 2016            | Julien Doré                         | &                                              | 500 000           |
| 1979            | Julio Iglesias                      | À vous les femmes                              | 1 000 000         |
| 1980            | Julio Iglesias                      | Sentimental                                    | 1 000 000         |
| 2014            | Kendji Girac                        | Kendji                                         | 1 500 000         |
| 2015            | Kendji Girac                        | Ensemble                                       | 1 000 000         |
| 2018            | Kendji Girac                        | Amigo                                          | 500 000           |
| 2015            | Kids United                         | Un monde meilleur                              | 500 000           |
| 2016            | Kids United                         | Tout le bonheur du monde                       | 500 000           |
| 2003            | Kyo                                 | Le Chemin                                      | 1 000 000         |
| 2001            | L5                                  | L5                                             | 1 000 000         |
| 2009            | Lady Gaga                           | The Fame                                       | 500 000           |
| 2012            | Lana Del Rey                        | Born to Die                                    | 500 000           |
| 1997            | Lara Fabian                         | Pure                                           | 1 000 000         |
| 2006            | Laurent Voulzy                      | La Septième Vague                              | 750 000           |
| 2018            | Lomepal                             | Jeannine                                       | 500 000           |
| 2015            | Louane                              | Chambre 12                                     | 1 000 000         |
| 2017            | Louane                              | Louane                                         | 500 000           |
| 2017            | M Pokora                            | My Way                                         | 500 000           |
| 1986            | Madonna                             | True Blue                                      | 1 000 000         |
| 1990            | Madonna                             | The Immaculate Collection                      | 1 000 000         |
| 2005            | Madonna                             | Confessions on a Dance Floor                   | 750 000           |
| 2020            | Maes                                | Les Derniers Salopards                         | 500 000           |
| 2013            | Maître Gims                         | Subliminal                                     | 500 000           |
| 2015            | Maître Gims                         | Mon cœur avait raison                          | 500 000           |
| 2018            | Maître Gims                         | Ceinture noire                                 | 1 000 000         |
| 1998            | Manau                               | Panique celtique                               | 1 000 000         |
| 1998            | Manu Chao                           | Clandestino                                    | 1 000 000         |
| 1993            | Mariah Carey                        | Music Box                                      | 1 000 000         |
| 1982            | Michael Jackson                     | Thriller                                       | 1 000 000         |
| 1987            | Michael Jackson                     | Bad                                            | 1 000 000         |
| 1991            | Michael Jackson                     | Dangerous                                      | 1 000 000         |
| 1995            | Michael Jackson                     | HIStory                                        | 1 000 000         |
| 2004            | Michel Sardou                       | Du plaisir                                     | 1 000 000         |
| 2007            | Mika                                | Life in Cartoon Motion                         | 750 000           |
| 1999            | Moby                                | Play                                           | 1 000 000         |
| 2009            | Muse                                | The Resistance                                 | 500 000           |
| 1988            | Mylène Farmer                       | Ainsi soit je...                               | 1 000 000         |
| 1991            | Mylène Farmer                       | L'Autre…                                       | 1 000 000         |
| 1995            | Mylène Farmer                       | Anamorphosée                                   | 1 000 000         |
| 1999            | Mylène Farmer                       | Innamoramento                                  | 1 000 000         |
| 2001            | Mylène Farmer                       | Les mots                                       | 1 000 000         |
| 2010            | Mylène Farmer                       | Bleu noir                                      | 500 000           |
| 2012            | Mylène Farmer                       | Monkey Me                                      | 500 000           |
| 1972            | Neil Young                          | Harvest                                        | 1 000 000         |
| 2015            | Nekfeu                              | Feu                                            | 500 000           |
| 2016            | Nekfeu                              | Cyborg                                         | 500 000           |
| 2019            | Nekfeu                              | Les Étoiles vagabondes                         | 1 000 000         |
| 2017            | Ninho                               | Comme prévu                                    | 500 000           |
| 2018            | Ninho                               | M.I.L.S 2.0                                    | 500 000           |
| 2019            | Ninho                               | Destin                                         | 1 000 000         |
| 2020            | Ninho                               | M.I.L.S 3.0                                    | 500 000           |
| 2021            | Ninho                               | Jefe                                           | 500 000           |
| 1991            | Nirvana                             | Nevermind                                      | 1 000 000         |
| 2017            | Niska                               | Commando                                       | 500 000           |
| 2011            | Nolwenn Leroy                       | Bretonne                                       | 500 000           |
| 2002            | Norah Jones                         | Come Away with Me                              | 1 000 000         |
| 2005            | Olivia Ruiz                         | La Femme chocolat                              | 1 000 000         |
| 2017            | Orelsan                             | La fête est finie                              | 1 000 000         |
| 2021            | Orelsan                             | Civilisation                                   | 500 000           |
| 1996            | Pascal Obispo                       | Superflu                                       | 1 000 000         |
| 1988            | Patricia Kaas                       | Mademoiselle chante...                         | 1 000 000         |
| 1990            | Patricia Kaas                       | Scène de vie                                   | 1 000 000         |
| 1993            | Patricia Kaas                       | Je te dis vous                                 | 1 000 000         |
| 1989            | Patrick Bruel                       | Alors regarde                                  | 1 000 000         |
| 2000            | Patrick Bruel                       | Juste avant                                    | 1 000 000         |
| 2002            | Patrick Bruel                       | Entre deux                                     | 1 000 000         |
| 1989            | Phil Collins                        | ...But Seriously                               | 1 000 000         |
| 1990            | Phil Collins                        | Serious Hits… Live!                            | 1 000 000         |
| 1975            | Pink Floyd                          | Wish You Were Here                             | 1 000 000         |
| 1979            | Pink Floyd                          | The Wall                                       | 1 000 000         |
| 2020            | PLK                                 | Enna                                           | 500 000           |
| 2016            | PNL                                 | Dans la légende                                | 500 000           |
| 2019            | PNL                                 | Deux frères                                    | 1 000 000         |
| 1992            | Pow woW                             | Regagner les plaines                           | 1 000 000         |
| 2010            | Les Prêtres                         | Spiritus Dei                                   | 500 000           |
| 1991            | Queen                               | Greatest Hits II                               | 1 000 000         |
| 2005            | Raphael                             | Caravane                                       | 750 000           |
| 1985            | Renaud                              | Mistral gagnant                                | 1 000 000         |
| 2002            | Renaud                              | Boucan d'enfer                                 | 1 000 000         |
| 2016            | Renaud                              | Renaud                                         | 500 000           |
| 1989            | Roch Voisine                        | Hélène                                         | 1 000 000         |
| 2008            | Seal                                | Soul                                           | 750 000           |
| 2012            | Sexion d'Assaut                     | L'Apogée                                       | 500 000           |
| 2001            | Shakira                             | Laundry Service                                | 1 000 000         |
| 2012            | Shakira                             | Sale el sol                                    | 500 000           |
| 1982            | Simon and Garfunkel                 | The Concert in Central Park                    | 1 000 000         |
| 1991            | Simon and Garfunkel                 | The Definitive Simon and Garfunkel             | 1 000 000         |
| 2014            | Soprano                             | Cosmopolitanie                                 | 500 000           |
| 2016            | Soprano                             | L'Everest                                      | 500 000           |
| 2018            | Soprano                             | Phoenix                                        | 500 000           |
| 1996            | Spice Girls                         | Spice                                          | 1 000 000         |
| 2013            | Stromae                             | Racine carrée                                  | 2 000 000         |
| 1988            | Tracy Chapman                       | Tracy Chapman                                  | 1 000 000         |
| 2016            | Vianney                             | Vianney                                        | 500 000           |
| 2019            | Vitaa                               | Versus                                         | 1 000 000         |
| 2019            | Slimane                             | Versus                                         | 1 000 000         |
| 2020            | The Weeknd                          | After Hours                                    | 500 000           |
| 2000            | Yannick Noah                        | Yannick Noah                                   | 1 000 000         |
| 2003            | Yannick Noah                        | Pokhara                                        | 1 000 000         |
| 2006            | Yannick Noah                        | Charango                                       | 750 000           |
| 2010            | Yannick Noah                        | Frontières                                     | 500 000           |
| 1977            | Yves Duteil                         | Tarentelle                                     | 1 000 000         |
| 2010            | Zaz                                 | Zaz                                            | 500 000           |
| 2013            | Zaz                                 | Recto verso                                    | 500 000           |
| 1992            | ZZ Top                              | Greatest Hits                                  | 1 000 000         |